# Nervesa della Battaglia
Nervesa della Battaglia là một đô thị ở tỉnh Treviso trong vùng Veneto, có cự ly khoảng 45 km về phía bắc của Venice và khoảng 20 km về phía bắc của Treviso. Tại thời điểm ngày 31 tháng 12 năm 2004, đô thị này có dân số 6.948 người và diện tích là 35,6 km².
Nervesa della Battaglia giáp các đô thị: Arcade, Giavera del Montello, Santa Lucia di Piave, Sernaglia della Battaglia, Spresiano, và Susegana.